# Carabobo FC
Carabobo FC là một câu lạc bộ bóng đá Venezuela đang thi đấu ở hạng cao nhất, Giải bóng đá vô địch quốc gia Venezuela, đến từ Valencia.

## Sân vận động
Sân nhà của đội bóng là Sân vận động Misael Delgado.

## Danh hiệu
- Primera División Venezolana: 1

Amateur Era (0):
Professional Era (1): 1971 (với tên gọi Valencia FC)
- Segunda División Venezolana: 1

1990 (với tên gọi Valencia FC)
- Segunda División B Venezolana: 0

- Tercera División Venezolana: 0

- Cúp bóng đá Venezuela: 2

1965, 1978 (cùng với tên gọi Valencia FC)

## Thành tích ở các giải đấu CONMEBOL
- Copa Libertadores: 4 lần tham gia

1970: Vòng Một
1972: Vòng Một
1974: Vòng Một
2017: Vòng Hai
- Copa Sudamericana: 3 lần tham gia

2004: Vòng sơ loại thứ hai
2006: Vòng sơ loại thứ hai
2007: Vòng sơ loại thứ hai